# Tour de Pologne 1985
42. edycja wyścigu kolarskiego Tour de Pologne odbyła się w dniach 22–31 lipca 1985. Rywalizację rozpoczęło 117 kolarzy, a ukończyło 91. Łączna długość wyścigu – 1223,3 km.
Pierwsze miejsce w klasyfikacji generalnej zajął Marek Leśniewski (Polska), drugie Zdzisław Wrona (Polska), a trzecie Dariusz Zakrzewski (Gwardia Katowice).
Sędzią głównym wyścigu był Renato Sacconi (Włochy).

## Etapy
| Etap      | Data     | Start – meta                              | Długość (km)              | Typ    | Zwycięzca etapu    | Lider            |
| prolog    | 22 lipca | Warszawa                                  | 3                         | płaski | Zenon Jaskuła      | Zenon Jaskuła    |
| I etap    | 23 lipca | Warszawa – Płock                          | 154                       | płaski | Andrzej Jaskuła    | Marek Kulas      |
| II etap   | 24 lipca | Płock – Ostróda                           | 162                       | płaski | Marek Leśniewski   | Marek Leśniewski |
| III etap  | 25 lipca | Grunwald – Ostróda                        | 34 (jazda ind. na czas)   | płaski | Zenon Jaskuła      | Marek Leśniewski |
| IV etap   | 26 lipca | Ostróda – Grudziądz                       | 159                       | płaski | Heitzman           | Marek Leśniewski |
| V etap    | 27 lipca | Grudziądz – Kruszwica                     | 152                       | płaski | Dariusz Kajzer     | Marek Leśniewski |
| VI etap   | 28 lipca | Inowrocław – Piła                         | 155                       | płaski | Wiesław Stopa      | Marek Leśniewski |
| VII etap  | 29 lipca | Piła – Szczecinek                         | 168                       | płaski | Tom Cordes         | Marek Leśniewski |
| VIII etap | 30 lipca | Szczecinek – Gorzów Wielkopolski          | 174                       | płaski | Marek Leśniewski   | Marek Leśniewski |
| IX etap   | 31 lipca | Strzelce Krajeńskie – Gorzów Wielkopolski | 22,5 (jazda ind. na czas) | płaski | Zenon Jaskuła      | Marek Leśniewski |
| X etap    | 31 lipca | dookoła Gorzowa Wlkp.                     | 60 (wyścig okrężny)       | płaski | Mieczysław Korycki | Marek Leśniewski |

## Końcowa klasyfikacja generalna

### Klasyfikacja indywidualna
| Poz. | Zawodnik            | Kraj   | Zespół           | Czas (średnia km/h)       |
| ---- | ------------------- | ------ | ---------------- | ------------------------- |
| 1.   | Marek Leśniewski    | Polska | Polska           | 28h 59' 32" (42,200 km/h) |
| 2.   | Zdzisław Wrona      | Polska | Polska           | +01' 23"                  |
| 3.   | Dariusz Zakrzewski  | Polska | Gwardia Katowice | +01' 57"                  |
| 4.   | Lechosław Michalak  | Polska | Polska           | +02' 34"                  |
| 5.   | Jürgen Trawny       | NRD    | NRD              | +02' 39"                  |
| 6.   | Zenon Jaskuła       | Polska | Polska           | +02' 57"                  |
| 7.   | Jerzy Jagieła       | Polska | Międzywojewódzka | +02' 59"                  |
| 8.   | Holger Müller       | NRD    | NRD              | +03' 24"                  |
| 9.   | Sławomir Podwójniak | Polska | Dolmel           | +03' 48"                  |
| 10.  | Józef Szpakowski    | Polska | LZS I            | +04' 02"                  |

### Klasyfikacja drużynowa
| 1. | Polska           | 87h 00' 54" |
| 2. | NRD              | +6' 17"     |
| 3. | Gwardia Katowice | +8' 07"     |
| 4. | LZS I            | +8' 52"     |
| 5. | Legia            | +12' 13"    |

### Klasyfikacja najaktywniejszych
| 1. | Zdzisław Wrona     | Polska | 24 pkt |
| 2. | Dariusz Zakrzewski | Polska | 21 pkt |
| 3. | Merkel             | NRD    | 15 pkt |
| 4. | Andrzej Półkośnik  | Polska | 11 pkt |
| 5. | Heitzman           | Polska | 10 pkt |

### Klasyfikacja punktowa
(od 2005 roku koszulka granatowa)
| 1. | Marek Leśniewski | Polska   | 78 pkt  |
| 2. | Jerzy Jagieła    | Polska   | 140 pkt |
| 3. | Jürgen Trawny    | NRD      | 141 pkt |
| 4. | Dariusz Kajzer   | Polska   | 161 pkt |
| 5. | Tom Cordes       | Holandia | 172 pkt |

### Klasyfikacja na najwszechstronniejszego kolarza
| 1. | Marek Leśniewski   | Polska   | 78 pkt |
| 2. | Zdzisław Wrona     | Polska   | 57 pkt |
| 3. | Dariusz Zakrzewski | Polska   | 54 pkt |
| 4. | Tom Cordes         | Holandia | 46 pkt |
| 5. | Merkel             | NRD      | 46 pkt |